# Nacionalna bolnica
Nacionalna bolnica je klinička ustanova klinička ustanova u kojoj se najsloženiji oblici zdravstvene zaštite pružaju stanovništvu s područja cijele države. U nacionalnoj bolnici također se obavlja nastava visokih učilišta i znanstveni rad za djelatnosti za koje je osnovana. Uvjet za stjecanje naslova nacionalne jest obavljanje djelatnosti bolničke zdravstvene zaštite, specijalističko-konzilijarne zdravstvene zaštite i dnevne bolnice na visokospecijaliziranoj razini sukladno kliničkim smjernicama.